# Hellen van Meene
Hellen van Meene, född 1972 i Alkmaar i Nederländerna, är en nederländsk fotograf och konstnär som i huvudsak sysslar med porträtt.

## Biografi
Hellen van Meene inledde sin bana som fotograf med att fotografera unga människor i sin hemstad Alkmaar. Senare reste hon till bland annat Japan, Ryssland och den amerikanska södern för att finna sina motiv. I sitt konstkreerande fokuserar van Meene på tonåriga flickor. Bilderna beskrivs som lugna och kontemplativa, men de kan även uppvisa en oroande atmosfär.
Fotografiet Untitled # 372 (2010) visar en mörkhårig flicka som sitter på knä i en skogsglänta. Hon är iklädd en skär, åtsmitande klänning och blickar tankfullt bortom fotografiets ram. Hennes bleka hud står i kontrast mot skogens mörka jord; hon förefaller blottställd och sårbar. Med denna typ av fotografier söker van Meene skapa en viss atmosfär, ett scenario, och ser på sina motiv som skådespelare, vilka hon ger regi. Van Meene strävar bland annat efter att framhäva hur ljuset gestaltas på vit hud och hur blåmärken framträder på exempelvis en arm. Van Meene arrangerar varje fotografi minutiöst för att kunna uppmärksamma komposition, hållning samt förhållande mellan olika färgnyanser.